# Kaspiska sänkan

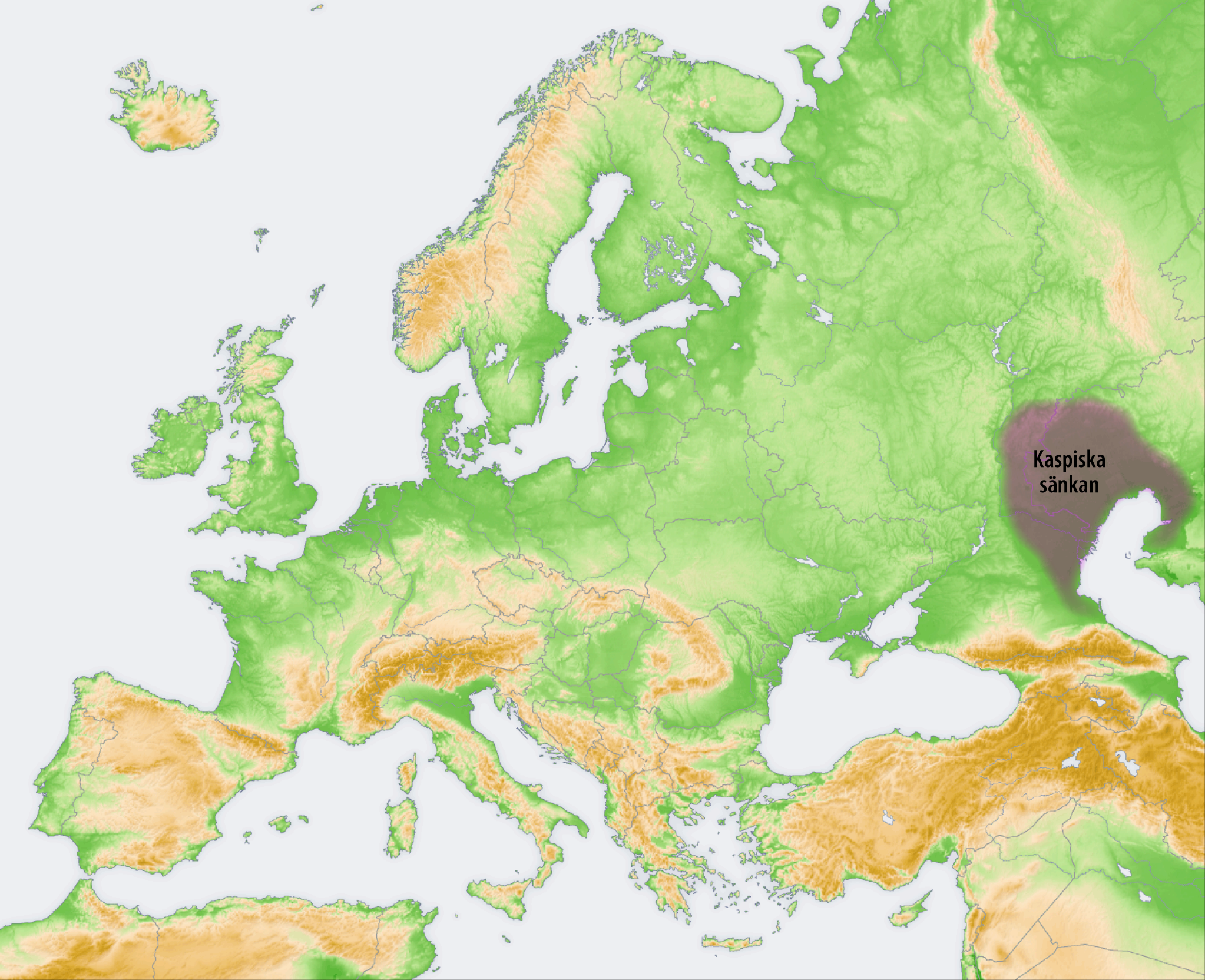
Kaspiska sänkans läge.

Kaspiska sänkan (ryska: Прикаспийская низменность – Prikaspijskaja Nizmennost) är en lågliggande slättregion i Kazakstan och Ryssland som omsluter norra delen av Kaspiska havet. Kaspiska sänkan är en del av det aral-kaspiska låglandet runt Aralsjön och Kaspiska havet.
Sänkan är ett av de största platta låglänta områdena i Centralasien, det omfattar cirka 200 000 km². Floderna Volga och Ural rinner genom sänkan innan de mynnar ut i Kaspiska havet via vidsträckta floddeltan med våtmarksområden. Stora delar av Kaspiska sänkan ligger under havsnivå. Karagije, Kazakstans lägsta punkt på 132 meter under havet, ligger i sänkan. 
Den norra delen av Kaspiska sänkan har kontinentalklimat, och utgör en del av halvökenbiomet. Området har en medelnederbörd på under 300 millimeter regn per år. I de östra delarna finns stora träskområden.
Området har stora olje- och gasreserver och rörledningar för olja och naturgas korsar sänkan från norr till söder och öst till väst. Delar av den gamla Sidenvägen passerade genom området. De två största städerna i sänkan är Astrachan i Ryssland och Atyraw i Kazakstan. Bortsett från oljeindustrin används området för närvarande mest för boskapshållning. 
Sänkan är också känd för saltdomer, ryska satellitbilder har påvisat ett mycket stort antal (cirka 1 200) i Kaspiska sänkan i västra Kazakstan. En dom, kallad Tjelkar-avlagringen, täcker en yta på 3 237 km² och är nästan 8 km djup. 